# Phoebe nigrifolia
Phoebe nigrifolia är en lagerväxtart som beskrevs av S.K. Lee & F.N. Wei. Phoebe nigrifolia ingår i släktet Phoebe och familjen lagerväxter. Inga underarter finns listade i Catalogue of Life.